# Racova (okręg Satu Mare)
Racova – wieś w Rumunii, w okręgu Satu Mare, w gminie Supur. W 2011 roku liczyła 243 mieszkańców.